# Leopardo 2E
El Leopardo 2E, es una variante del carro de combate alemán Leopard 2 (concretamente la versión Leopard 2A6) adaptado a los requerimientos del Ejército de Tierra de España, que lo adquirió como parte del programa de modernización de armamento llamado Programa Coraza. 
El programa de adquisición del Leopardo 2E comenzó en 1995, seis años después de la cancelación del programa para el carro de combate Lince, cuando España empezó a realizar esfuerzos para adquirir el Leopard 2. Y culminó con un acuerdo para transferir 108 Leopard 2A4 del Ejército Alemán al Ejército de Tierra de España en 1998 y comenzar la producción local del Leopardo 2E en diciembre de 2003 por parte de Santa Bárbara Sistemas. 
A pesar de un aplazamiento en la producción debido a la fusión entre Santa Bárbara Sistemas y General Dynamics en 2003 y a continuos problemas de fabricación entre 2006 y 2007, las entregas al Ejército de Tierra de los 219 Leopard 2E encargados finalizaron en 2008.
El Leopard 2E es un gran progreso sobre el AMX-30E, el que antes era el carro de combate principal en servicio de las unidades blindadas y mecanizadas de España. El desarrollo del Leopard 2E representó un valor total en mano de obra de 2,6 millones de horas de trabajo, 9.600 de ellas en Alemania, con un coste total de 1900 millones de euros. Esto hace que sea uno de los Leopard 2 más caros construidos. Las empresas que participaron en su producción fueron Indra EWS, SAPA, Amper Programas (actual Thales Programas), ELECTROOP SA, Empresa Nacional Bazán, Tecnobit, Fábricas de Trubia y Sevilla de Santa Bárbara Sistemas, Krauss-Maffei y MAK SYSTEMS (actual Rheinmetall), siendo el grado de participación de la industria española del 60%. Tiene una armadura más gruesa en las zonas más propensas a recibir fuego enemigo (la torreta y la parte delantera del casco) que el Leopard 2A6 alemán, y usa un sistema de control y mando de diseño español similar al equipado en los Leopard 2 alemanes. Se espera que el Leopard 2E permanezca en servicio por lo menos hasta el año 2025. La producción realizada en España fue de 197 Leopard 2E carros de combate (CC) y 12 Leopard 2ER carros de recuperación (CREC) y en Alemania de 22 Leopard 2E carros de combate (CC), 4 Leopard 2ER carros de recuperación (CREC) y 4 Leopard 2E carros escuela (CESC).
En su día Arabia Saudí llegó a estudiar seriamente la posibilidad de realizar un pedido de compra de Leopard 2E, ya que por razones políticas los tanques se hubieran producido en España, de hasta 600 unidades según medios alemanes. Finalmente se abandonó la idea.

## Desarrollo
El Leopard 2E de España se basa en el Leopard 2A6, incorporando la armadura de cuña adicional del Leopard 2A5 en la torreta. Esta armadura maximiza la profundidad de la armadura por la que debe viajar un penetrador de energía cinética para ingresar al volumen interno de la torreta. Al igual que el Leopard 2S sueco (Strv 122), el Leopard 2E también ha aumentado el grosor del blindaje en la placa del glacis del casco, el arco frontal de la torreta y el techo de la torreta, para que el peso del vehículo se acerque a las 63 toneladas (69,4 toneladas cortas). La protección del vehículo también se ve aumentada por el hecho de que el blindaje adicional se integra en el tanque durante el proceso de fabricación, en lugar de agregarlo después del ensamblaje, como es el caso de los Leopard 2A5 y 2A6 alemanes. Como consecuencia, el Leopard 2E es uno de los Leopard 2 mejor protegidos en servicio.
El tanque está armado con el cañón de tanque L/55 de 120 mm de Rheinmetall, con la capacidad de adoptar un cañón de 140 mm. Tanto el comandante del tanque como el artillero tienen visores térmicos de segunda generación idénticos, derivados de los del sistema de lanzamiento ligero TOW 2B. Estos están integrados en los tanques por Indra y Rheinmetall Defense Electronics. Indra también proporciona el sistema de mando y control del tanque, denominado Equipo de Información y Mando Leopard (LINCE) desarrollado por Amper Programas SA (actualmente Thales Programas). Otras diferencias entre el Leopard 2E español y otros Leopard 2A6 incluyen una unidad de potencia auxiliar, fabricado por SAPA, un sistema de climatización y nuevos tacos de goma en las orugas del vehículo, para aumentar su vida útil en el irregular terreno español. Alrededor del 60% de cada Leopard 2E se fabricaba en España, frente al 30% del Leopard 2S que se fabricaba en Suecia, por ejemplo.

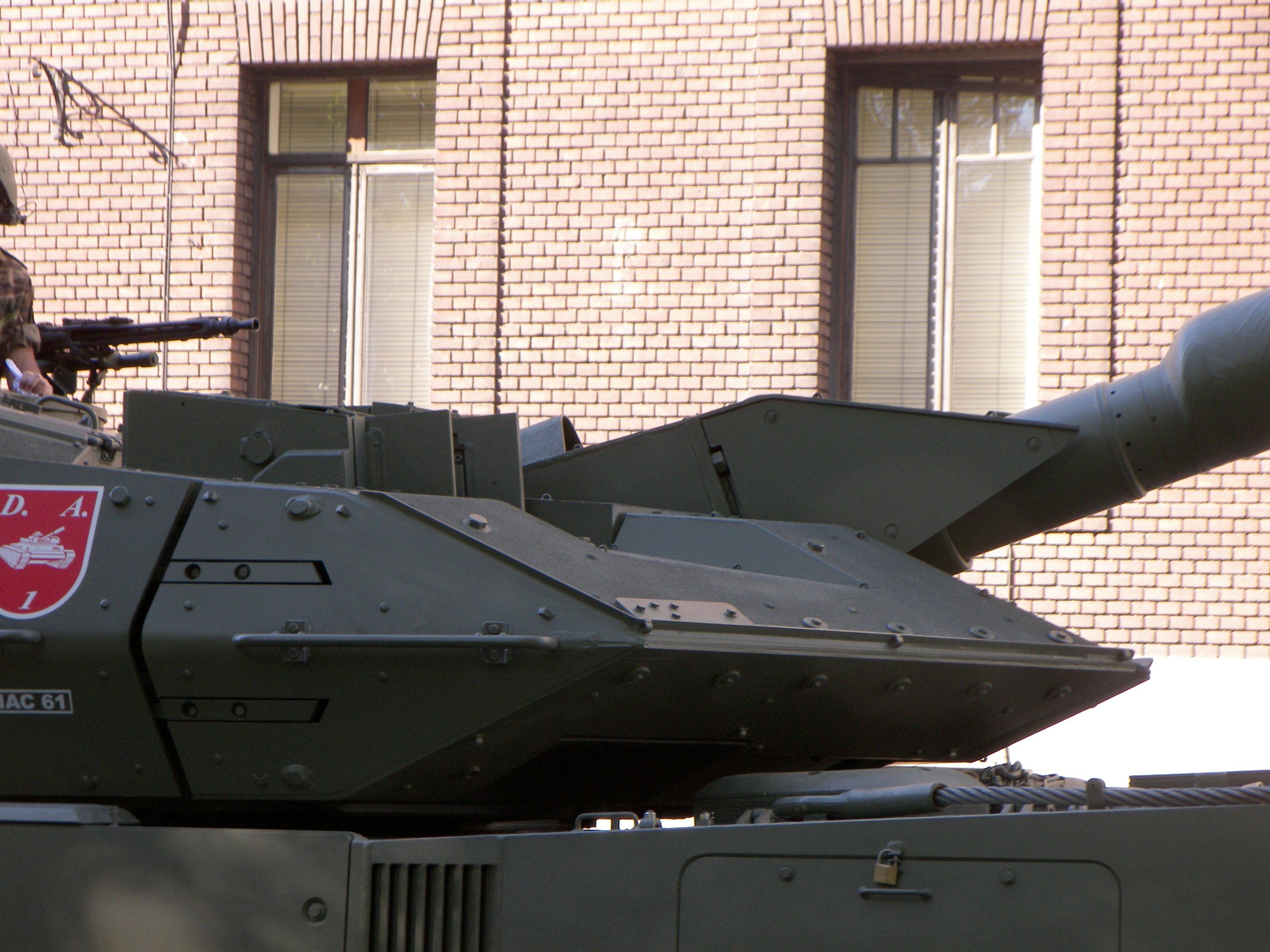
Primer plano del blindaje de la torreta de un Leopard 2E.

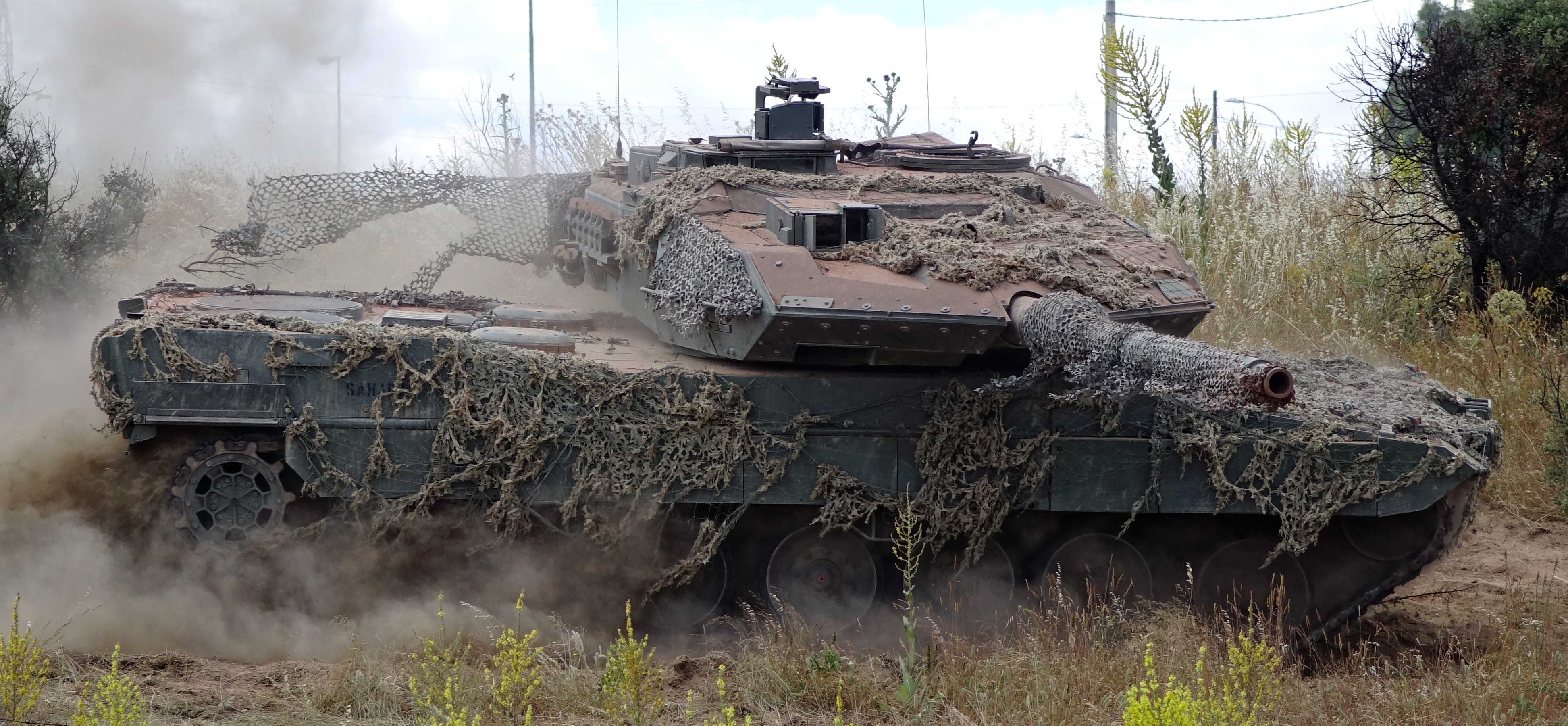
Un Leopard 2E durante una exhibición en 2016.

Aunque el contrato final para la producción del Leopard 2E español se firmó en 1998, a razón de cuatro tanques por mes, los 9 primeros Leopard 2E no se fabricaron hasta finales de 2003. Esto se debió en gran parte a la fusión de Santa Bárbara Sistemas con General Dynamics – que fabrica el M1 Abrams-. Krauss-Maffei entregó 30 Leopard 2E entre 2003 y 2006. La producción de Santa Bárbara Sistemas también se retrasó luego de iniciado el montaje; en 2007, por ejemplo, entre enero y noviembre solo se entregaron tres de los 43 Leopard 2E que se entregarán al ejército español, y 15 más se entregaron antes de fin de año, para compensar los problemas anteriores en la producción. A 1 de julio de 2006, el Ejército de Tierra español había recibido 48 Leopard 2E y nueve vehículos blindados de recuperación Büffel, lo que suponía solo una cuarta parte del contrato, mientras que la producción estaba originalmente prevista para finalizar en 2007. Como consecuencia, la producción del Leopard 2E se amplió hasta 2008.
El Leopard 2E reemplazó al Leopard 2A4 en las unidades mecánicas españolas, que a su vez reemplazó a los M60 Patton en las unidades de caballería. Se espera que ambas versiones del Leopard 2 permanezcan en servicio en el Ejército de Tierra español hasta 2025. En términos de escala industrial, la producción y desarrollo del Leopard 2E representa un total de 2,6 millones de horas-hombre de trabajo, incluidas 9.600 en Alemania. También es uno de los Leopard 2 más caros construidos hasta la fecha.

## Componentes

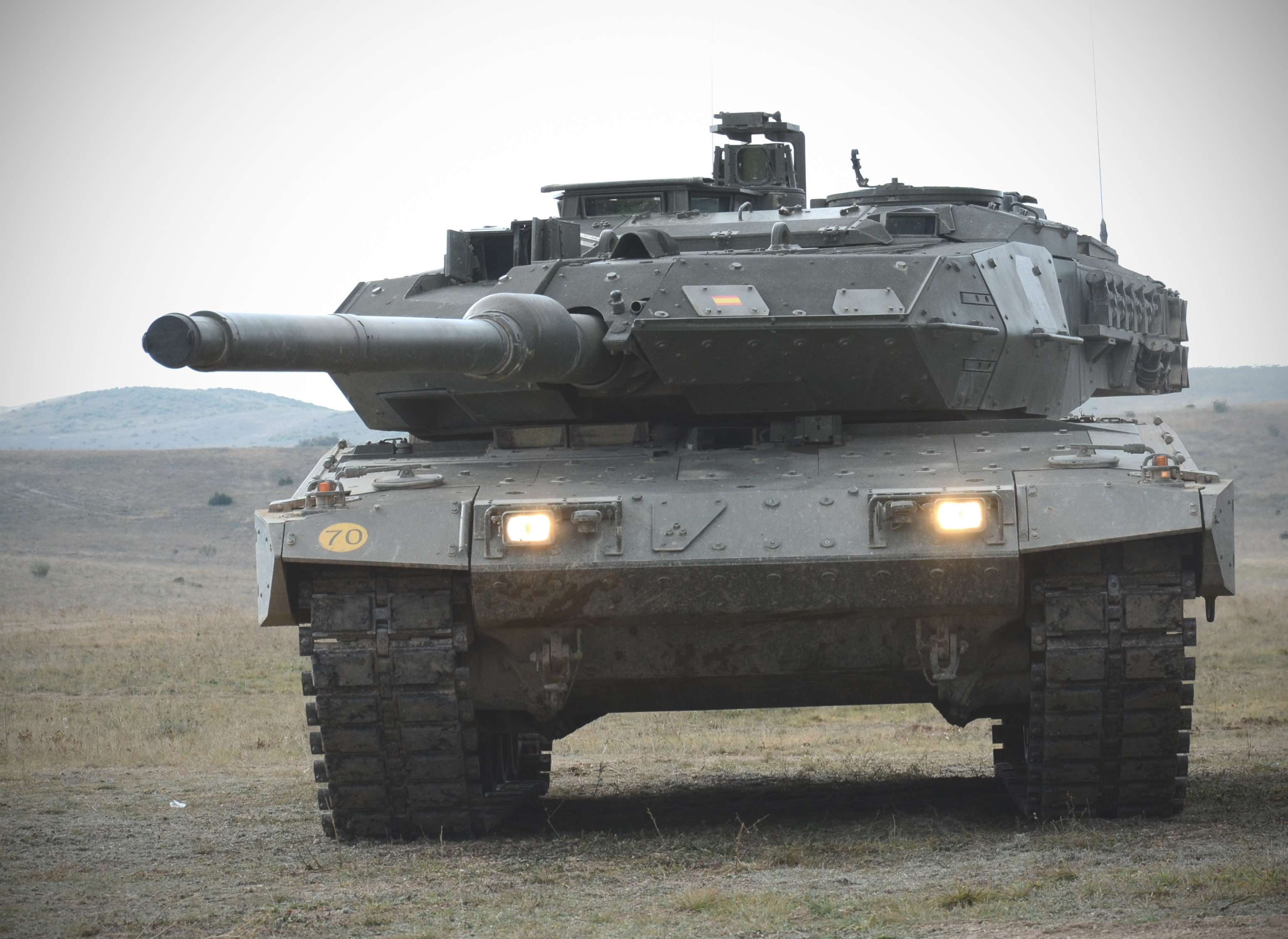
Vista frontal de un Leopard 2E en 2015.

General Dynamics Santa Bárbara Sistemas es el contratista principal, aunque también intervienen otras empresas como Bazan (motor diésel MTU V-12), ENSB (torreta y cañón de ánima lisa de 120 mm), Plasencia de las Armas (orugas y la suspensión), Amper (sistema de comunicaciones) o EWS (sistema de control de incendios).
 Alemania -  España -  Francia

### Estructura
| Sistema | País                                    | Fabricante                           | Notas                                                                                               |
| ------- | --------------------------------------- | ------------------------------------ | --------------------------------------------------------------------------------------------------- |
| Barcaza | Bandera de Alemania · Bandera de España | Krauss-Maffei Santa Bárbara Sistemas | Piezas ensambladas en España por Santa Bárbara Sistemas Empresa española vendida a General Dynamics |
| Torre   | Bandera de Alemania · Bandera de España | Krauss-Maffei Santa Bárbara Sistemas | Piezas ensambladas en España por Santa Bárbara Sistemas Empresa española vendida a General Dynamics |

### Electrónica
| Sistema                      | País                                    | Fabricante                       | Notas                                                           |
| ---------------------------- | --------------------------------------- | -------------------------------- | --------------------------------------------------------------- |
| Sistema de combate           | Bandera de Alemania · Bandera de España | STN Atlas Indra Sistemas         | Fabricado por Indra Sistemas bajo licencia de STN Atlas         |
| Sistema de comunicaciones    | Bandera de España · Bandera de Francia  | Amper Programas Thomson-CSF      | Fabricado por Amper Programas bajo licencia de Thomson-CSF      |
| Software de mando y control  | Bandera de España                       | Amper Programas                  | Sistema diseñado íntegramente en España                         |
| Sistema de control de tiro   | Bandera de Alemania · Bandera de España | Rheinmetall Electronics Tecnobit | Fabricado por Tecnobit bajo licencia de Rheinmetall Electronics |
| Sistemas optrónicos          | Bandera de Alemania · Bandera de España | ESW Gmbh Electroop               | Piezas ensambladas en España por Electroop                      |
| Giróscopos                   | Bandera de Alemania · Bandera de España | ESW Gmbh Electroop               | Piezas ensambladas en España por Electroop                      |
| Simuladores de entrenamiento | Bandera de España                       | Indra Sistemas                   |                                                                 |

### Armamento
| Sistema       | País                                    | Fabricante                         | Notas |
| ------------- | --------------------------------------- | ---------------------------------- | --- |
| Cañón         | Bandera de Alemania · Bandera de España | Rheinmetall Santa Bárbara Sistemas | L55 de 120 mm. Piezas ensambladas en España por Santa Bárbara Sistemas Empresa española vendida a General Dynamics           |
| Ametralladora | Bandera de Alemania · Bandera de España | Rheinmetall Santa Bárbara Sistemas | MG3 de 7,62 mm fabricada por Santa Bárbara Sistemas bajo licencia de Rheinmetall Empresa española vendida a General Dynamics |

### Propulsión
| Sistema                     | País                                    | Fabricante                                 | Notas |
| --------------------------- | --------------------------------------- | ------------------------------------------ | --- |
| Suspensión                  | Bandera de Alemania · Bandera de España | Renk AG Sapa Placencia                     | Fabricada por Sapa Placencia bajo licencia de Renk AG                                                                     |
| Rodaje                      | Bandera de Alemania · Bandera de España | Renk AG Sapa Placencia                     | Fabricada por Sapa Placencia bajo licencia de Renk AG                                                                     |
| Transmisión                 | Bandera de Alemania · Bandera de España | Renk AG Sapa Placencia                     | Fabricada por Sapa Placencia bajo licencia de Renk AG                                                                     |
| Cadenas                     | Bandera de Alemania · Bandera de España | Diehl BGT Defence Sapa Placencia           | Fabricada por Sapa Placencia bajo licencia de Diehl BGT Defence                                                           |
| Motor                       | Bandera de Alemania · Bandera de España | MTU Friedrichshafen Empresa Nacional Bazán | Piezas ensambladas en España por Empresa Nacional Bazán                                                                   |
| Sistema de energía auxiliar | Bandera de España                       | Sapa Placencia                             | Sistema diseñado íntegramente por Sapa Placencia y exportado con éxito a las fuerzas armadas de Alemania, Suecia y Grecia |

## Tabla comparativa

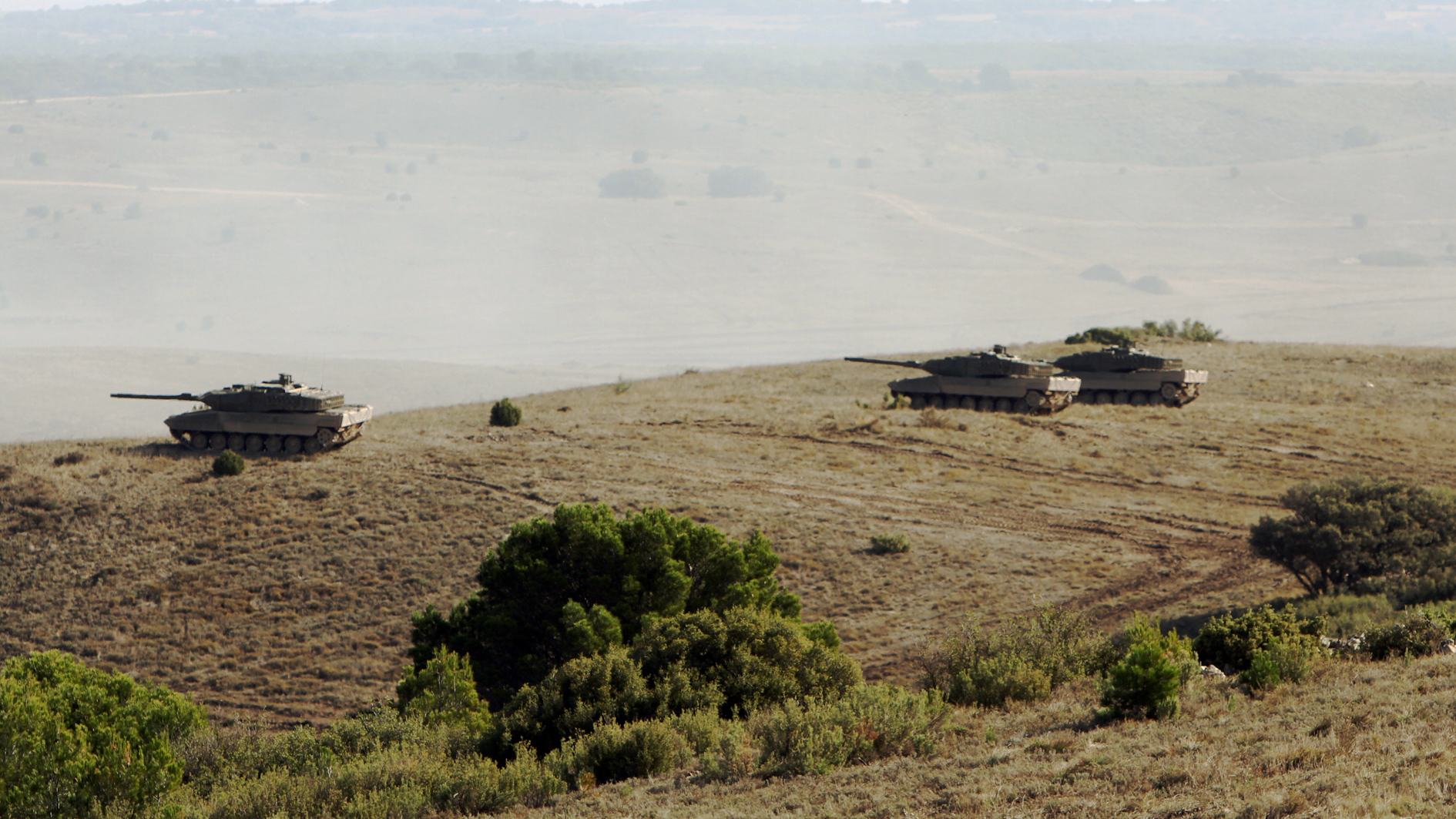
Varios Leopard 2E españoles en maniobras durante el ejercicio "Trident Juncture 2015 DV Day" de la OTAN, año 2015.

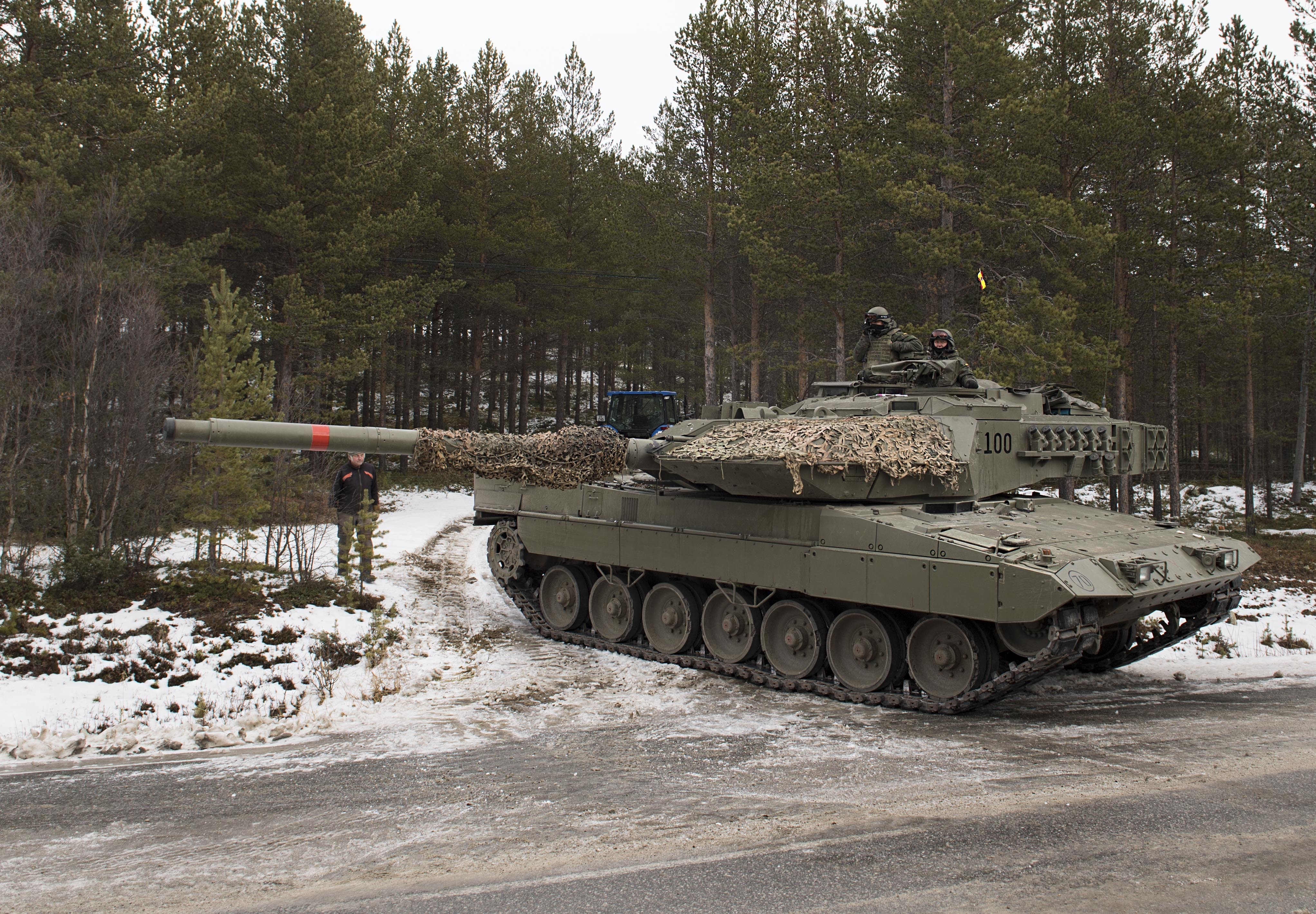
Un Leopard 2E español durante las maniobras del ejercicio "Trident Juncture 18" en Noruega, año 2018.

El ejército español reemplazó sus tanques M60 Patton y AMX-30E con el Leopard 2 entre 1995 y 2008, lo que le representó una considerable mejora con materiales blindados de calidad. Previamente, el ejército español estuvo equipado con carros de combate de la serie M47 y M48, que posteriormente fueron actualizados a los estándares equivalentes del M60 Patton a finales de los 70 e inicios de los 80. Tanto el Leopard 2A4 y el Leopard 2E portan una motorización mucho más avanzada y un arma más poderosa que los tanques AMX-30EM2 y M60. El motor de 1500 caballos (1119 kW) del Leopard 2 le proporciona a este vehículo mayor velocidad que la de los tanques M60A3 750 caballos (559 kW) y el AMX-30EM2 850 caballos (634 kW). Por otra parte, el Leopard 2E porta menos, pero más poderosas y letales cargas de disparo que sus similares y que el M60A3.
Procura mantener un mayor nivel de protección balística: durante unas pruebas entre un Leopard 2A4 alemán y un T-80 ruso, este sobrevivió a un impacto directo del T-80U a una distancia de 1,2 kilómetros (1 mi). La aparición del T-80 sería el factor definitivo y determinante en la decisión del diseño y de la posterior producción del Leopard 2A5, que dispone de un mayor blindaje en la torreta. La que sigue es una comparación con otros carros de combate en servicio o recientemente retirados en el Ejército Español y también con el proyecto Lince, que nunca fue terminado.
|                         | Leopard 2E                  | Leopard 2A4                 | M60A3                                          | AMX-30EM2                          | Lince                       |
| ----------------------- | --------------------------- | --------------------------- | ---------------------------------------------- | ---------------------------------- | --------------------------- |
| Peso                    | 62,5 t                      | 55 t                        | 55,6 t                                         | 36 t                               | 49 t                        |
| Cañón                   | L/55 de 120 mm y ánima lisa | L/44 de 120 mm y ánima lisa | Royal Ordnance L7 M68 de 105 mm y ánima rayada | Modèle F1 de 105 mm y ánima rayada | L/44 de 120 mm y ánima lisa |
| Munición                | 42 proyectiles              | 42 proyectiles              | 63 proyectiles                                 | 50 proyectiles                     | 40 proyectiles              |
| Autonomía por carretera | 500 km                      | 500 km                      | 480 km                                         | 400 km                             | 550 km                      |
| Potencia                | 1500 CV (1103 kW)           | 1500 CV (1103 kW)           | 750 CV (559,27 kW)                             | 850 CV (633,84 kW)                 | 1200 CV (882,06 kW)         |
| Velocidad máxima        | 70 km/h                     | 68 km/h                     | 48,28 km/h                                     | 65 km/h                            | 70 km/h                     |

## Historial operativo

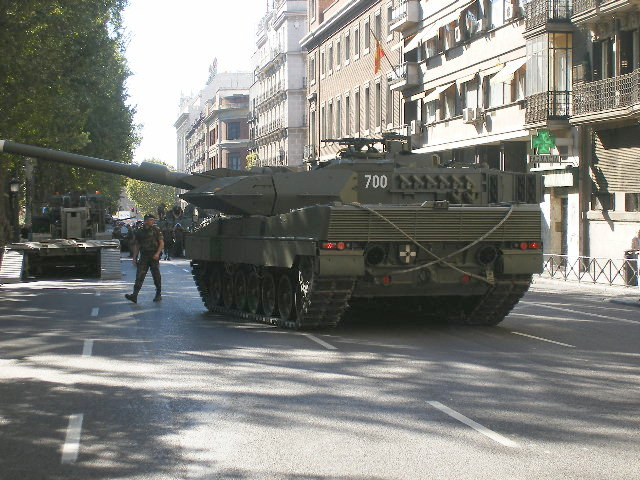
Vista trasera de un Leopard 2E del Ejército de Tierra de España en Madrid, octubre de 2006.

Su producción comenzó en diciembre de 2003 y la entrega al Ejército de Tierra de los 219 Leopard 2E previstos, junto a 16 carros de recuperación, finalizó en 2008. El Buque de Proyección Estratégica Juan Carlos I fue diseñado para poder llevar hasta 46 carros de combate Leopard 2E.
- Tanques (CC): 219; 197 Leopard 2E fabricados en España y 22 Leopard 2E fabricados en Alemania.
- Carros de recuperación (CREC): 16; 12 Leopard 2ER fabricados en España y 4 Leopard 2ER fabricados en Alemania.
- Carros escuela (CESC): 4 Leopard 2E.

Su entrada en servicio supuso la autorización para modificar 42 Leopard 2A4, 17 lanzapuentes y 25 carros de ingenieros. Sin embargo en su lugar debido a la crisis 53 Leopard 2A4 se almacenaron, estudiando su posible venta a otro país o cesión de algunos a la Infantería de Marina.
Inicialmente los Leopard 2E se asignaron a las brigadas acorazadas del Ejército de Tierra. La mayor parte se repartió a la Brigada de Infantería Acorazada Guadarrama XII (base de "El Goloso", Madrid) y la Brigada de Infantería Mecanizada Guzmán el Bueno X (base "Cerro Muriano", Córdoba). Con la reorganización del Ejército en Brigadas Orgánicas Polivalentes, quedando los tanques asignadas a las cuatro más pesadas.
El Ejército de Tierra desplegó en 2017 seis Leopard 2E en Letonia (1 de ellos como reserva), como parte del destacamento de Presencia Avanzada Reforzada de la OTAN para la defensa territorial de los países bálticos. En un hipotético enfrentamiento, los tanques deberían hacer frente a los T-90 rusos. Se trata del primera despliegue internacional en la historia de los Leopard 2E, que no habían salido al extranjero para realizar ninguna misión. Los Leopard apoyarán a 14 vehículos Pizarro y varios vehículos Lince.

## Mejoras y actualización

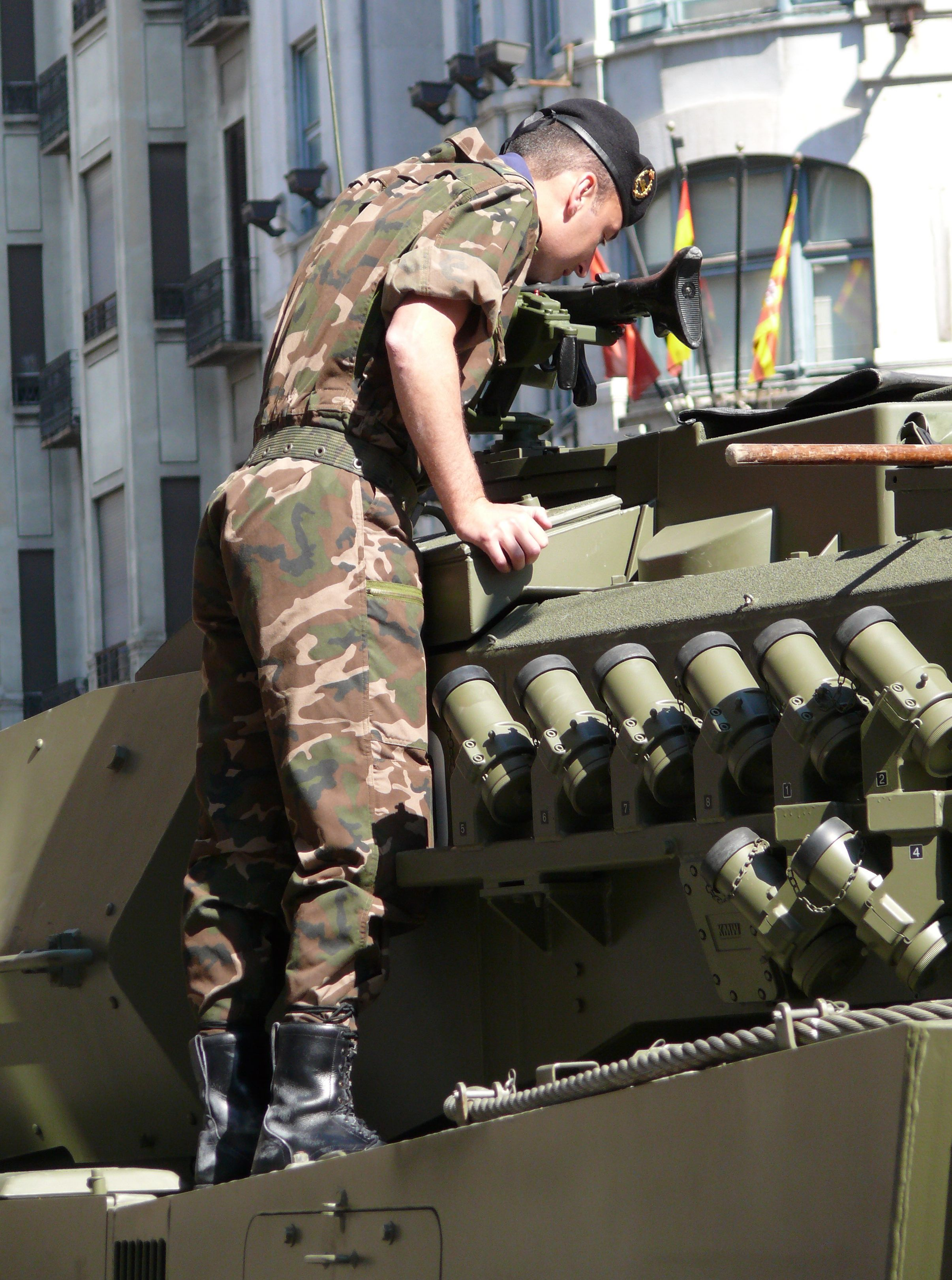
Lanzafumígenos del Leopard 2E del Ejército de Tierra de España en un desfile del Día de las Fuerzas Armadas de España.

La guerra civil siria y la invasión rusa de Ucrania de 2022 ha demostrado la vulnerabilidad del carro de combate ante armas más modernas, portátiles y vehículos aéreos no tripulados de coste contenido. 
En España existe un proyecto de modernización de los Leopard 2E conocido como "Programa Evolución Tortuga". Estas mejoras son resultado de la propia iniciativa de elementos de las unidades acorazadas equipadas con estos tanques. Visualmente el cambio más evidente en el primer prototipo de la Evolución Tortuga es el blindaje de rejas en los laterales, que mejorará la protección frente a RPGs y misiles, (protección usada por los Leopard 2 canadienses en Afganistán). Sin embargo, no existe ningún programa lanzado para una modernización en profundidad. 
En un futuro, el Ejército plantea añadir mejoras en el blindaje, sistemas de protección activa y dotar al carro con un nuevo cañón para poder disparar la última generación de municiones rompedoras y munición programable multipropósito. También prevé avances en las obsoletas medidas de mando y control y en la adquisición de objetivos con un nuevo telémetro láser y dispositivos de cámara térmica. El sistema del carro de combate también deberá estar preparado para contrarrestar la posibilidad de que un adversario pueda anular los sistemas de posicionamiento global (GPS) y realizar acciones de guerra electrónica (EW), lo que repercutiría negativamente en el sistema de mando, control y transmisiones. Será necesario incrementar la capacidad de observación y de conciencia situacional para la tripulación y la búsqueda de sistemas que posibiliten en tiempo real compartir
la información entre la tripulación, la sección y otros sistemas. 
Por el momento, el Ejército de Tierra solo ha puesto en marcha contratos programados de mantenimiento en los carros Leopard (2E y 2A4), que incluirían algunas actualizaciones enfocadas en la torre o los simuladores.
En 2023 el gobierno español aprobó un contrato de 208 millones de euros para realizar algunas modernizaciones en los carros de combate Leopard 2E.

### Desarrollos relacionados
- Leopard 2
- Stridsvagn 122
- / Leopard 2PL

### Vehículos similares
- Leopard 2A7+
- Tipo 98G
  Tipo 99 A2
- AMX-56 Leclerc
- M1 Abrams A2
- P'ookpong Ho (M-2002)
- K2 Black Panther
- P'ookpong Ho
- C1 Ariete
- Arjun
 / T-90 "Bhishma"
- Zulfiqar 3
- Merkava IV
- /// Al-Hussein
- Tipo 90
 Tipo 10
- Al-Khalid
- PT-91Z
- Challenger 2 LIP
- T-80UM2
  T-90AM
- M-84AS (M-2001)
- M-95 Degman
- Stridsvagn 122
- MİTÜP Altay
- T-84 Oplot-M

### Listas relacionadas
- Anexo:Tanques de combate principal por generación
- Anexo:Materiales del Ejército de Tierra de España
- Anexo:Vehículos blindados de combate por país